# Leopold Meyer
Leopold Meyer, född 1 november 1852 i Köpenhamn, död där 23 maj 1918, var en dansk läkare. Han var bror till Karl Martin Meyer.
Meyer blev student 1870 vid Mariboes Skole och tog läkarexamen 1875. Han var därefter assistent hos professor Frantz Howitz och kandidat vid Frederiksberg Hospital, kandidat och klinisk assistent på Fødselsstiftelsen vid Frederiks Hospital och kandidat vid Kommunehospitalet. Efter att 1880 ha blivit medicine doktor i gynekologi på avhandlingen Uterinsygdomme som Sterilitetsaarsag genomförde han en längre studieresa och verkade därefter som privatdocent i obstetrik och gynekologi. 
Åren 1882–1884 var han förste underläkare i kirurgi vid Kommunehospitalet och 1885–1887 förlossningsunderläkare vid barnbördshuset. År 1887 öppnade han en privatklinik i Köpenhamn i sina specialiteter, från 1889 tjänstgjorde han censor vid läkarexamen och från 1890 var han medredaktör för tidskriften Bibliothek for Læger. Efter Asger Stadfeldts död utnämndes Meyer 1897 till förlossningsöverläkare samt professor i obstetrik, gynekologi och pediatrik vid Köpenhamns universitet (i konkurrens med Johannes Kaarsberg).
Utöver sin gradualavhandling publicerade han vetenskapliga tidskriftsartiklar och även andra skrifter: Det normale Svangerskab, Fødsel og Barselseng (1882, andra upplagan 1891), vilken blev en allmänt använd lärobok, vidare Menstruationsprocessen og dens sygelige Afvigelser (1890) och Den første Barnepleje, populært fremstillet (1891), i samarbete med Frants Howitz en omfattande Lærebog i Gynækologi, fremstillet for Læger og medicinske studerende (1897, andra upplagan 1901) samt Lærebog i Fødselshjælp (1906–1915, andra upplagan 1921).

## Utmärkelser
- Riddare av Dannebrogorden,  1903[2]
- Dannebrogsmännens hederstecken,  1917[2]

[Redigera Wikidata]